# Aulacorhynchus
Aulacorhynchus là một chi chim trong họ Ramphastidae.

## Các loài
- Wagler's toucanet (Aulacorhynchus wagleri)
- Emerald toucanet (Aulacorhynchus prasinus)
- Toucan họng xanh (Aulacorhynchus caeruleogularis)
- Toucan họng trắng (Aulacorhynchus albivitta)
- Toucan họng đen (Aulacorhynchus atrogularis)
- Groove-billed toucanet (Aulacorhynchus sulcatus)
- Chestnut-tipped toucanet (Aulacorhynchus derbianus)
- Tepui toucanet (Aulacorhynchus whitelianus)
- Crimson-rumped toucanet (Aulacorhynchus haematopygus)
- Yellow-browed toucanet (Aulacorhynchus huallagae)
- Blue-banded toucanet (Aulacorhynchus coeruleicinctis)

## Hình ảnh

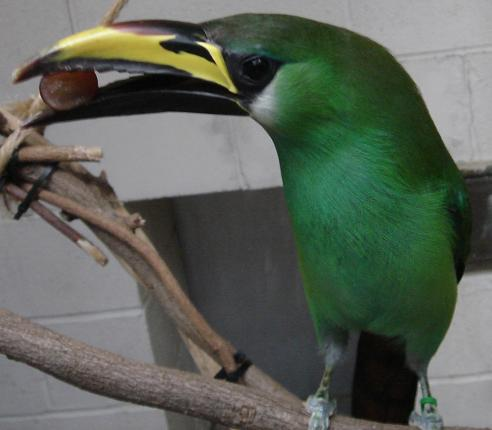
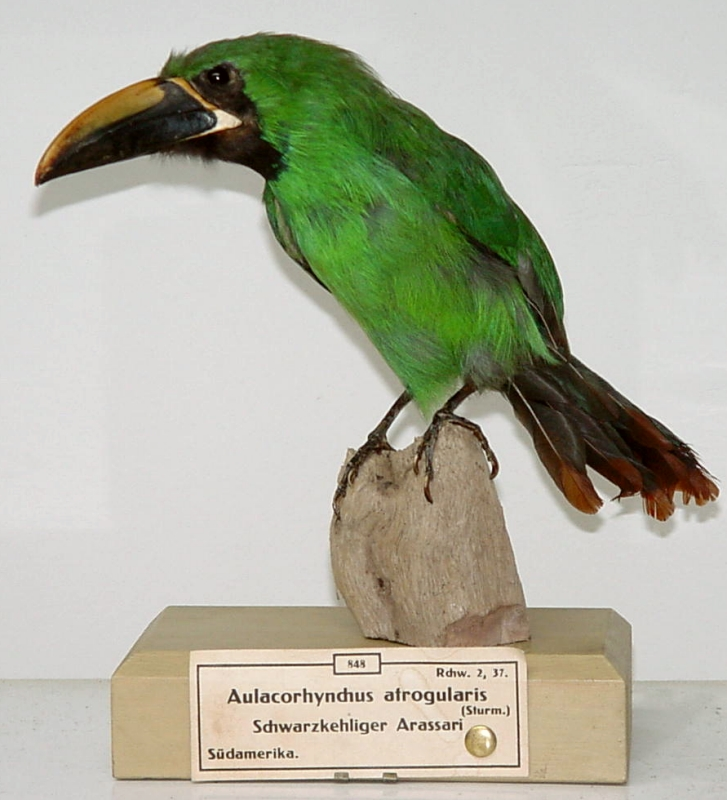
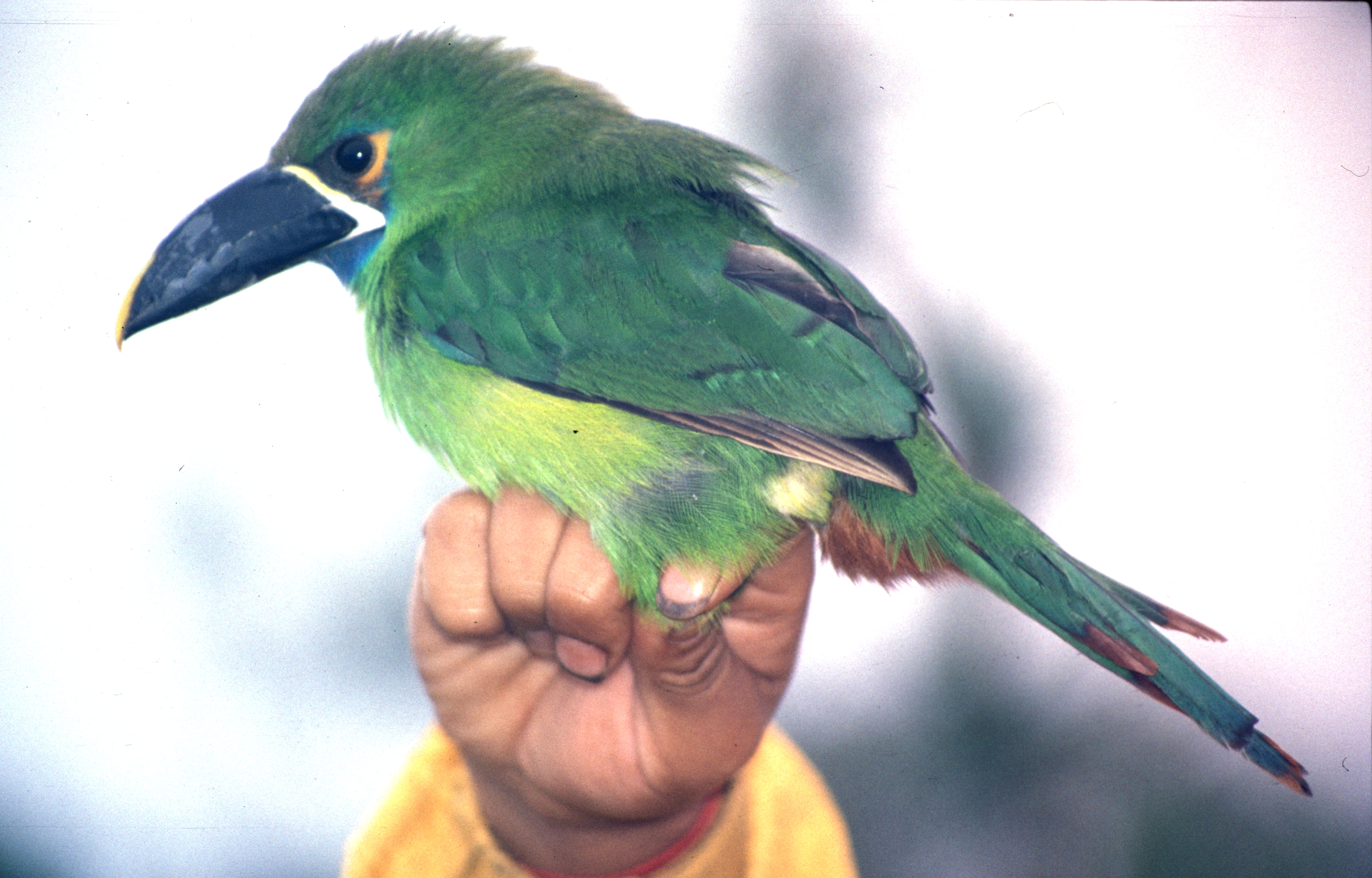

- Tập tin:Emerald toucanet.jpg